# Sinonipponaphis formosana
Sinonipponaphis formosana är en insektsart. Sinonipponaphis formosana ingår i släktet Sinonipponaphis och familjen långrörsbladlöss. Inga underarter finns listade i Catalogue of Life.